# USS Salamaua (CVE-96)
USS Salamaua (CVE-96) – amerykański lotniskowiec eskortowy typu Casablanca, który w końcowym okresie II wojny światowej wchodził w skład floty Marynarki Wojennej Stanów Zjednoczonych. Został odznaczony trzema battle star za udział w wojnie na Pacyfiku. 
Uczestniczył w lądowaniu w Zatoce Lingayen. 13 stycznia 1945 roku został ciężko uszkodzony przez kamikaze.
Po wojnie brał udział w operacji Magic Carpet.